# Beuvrequen
Beuvrequen est une commune française située dans le département du Pas-de-Calais en région Hauts-de-France. Ses habitants sont appelés les Beuvrequentois. La commune est membre de la communauté de communes de la Terre des Deux Caps.
Elle est située dans le parc naturel régional des Caps et Marais d'Opale.

## Géographie

### Localisation
La commune est située à proximité de Boulogne-sur-Mer (11 km), sur un plateau arrière-littoral, au sein du grand paysage nommé Paysages des monts et vallons bocagers dans le SCOT paysager de la Terre des 2 Caps. Cette entité relativement naturelle et agricole s'inscrit entre les vallées de la Slack et du Wimereux. Les deux Caps - Blanc-Nez et Gris-Nez - sont à proximité.
Les communes littorales ou arrière-littorales d'Ambleteuse, Wimereux et Wimille sont à environ 7 km.
Le territoire de la commune est limitrophe de ceux de quatre communes.
Les communes limitrophes sont Marquise, Offrethun, Wacquinghen et Wimille.

### Géologie et relief
La superficie de la commune est de 4,75 km2 ; son altitude varie de 3  à   93 mètres.
Le socle géologique se compose d'argiles, grès, calcaires et d'alluvions au nord. Le secteur situé au sud de l’Épître présente des dégâts liés à l'érosion superficielle des sols.
Le village est implanté sur un promontoire délimité par la basse vallée de la Slack, zone de marais inondable au nord, des vallons sur les côtés est, ouest et partiellement refermé vers le sud (ambiance naturelle). Il existe une covisibilité depuis le Mont Duez de l'ensemble du territoire communal.

### Hydrographie
Le territoire de la commune est situé dans le bassin Artois-Picardie.
La commune est traversée par six cours d'eau : 
- le fleuve côtier la Slack, dont elle est limitrophe au nord, d'une longueur de 21,78 km, qui prend sa source dans la commune de Hermelinghen et se jette dans la Manche au niveau de la commune d'Ambleteuse[3] ;
- le ruisseau de Quelles, d'une longueur de 5,37 km[4] ;
- le Lohen, d'une longueur de 2,81 km, affluent de la Slack, qui prend sa source dans la commune de Wacquinghen et conflue dans la Slack au niveau de la commune de Wimille[5] ;
- un cours d'eau au toponyme hydrographique inconnu, d'une longueur de 1,56 km[6] ;
- le Cotten, d'une longueur de 1 km[7] ;
- le Russolin, d'une longueur de 0,75 km[8].

Au nord de la commune se trouvent des étangs et des marais aux lieux-dits les Préos et les communes à Bouillons.

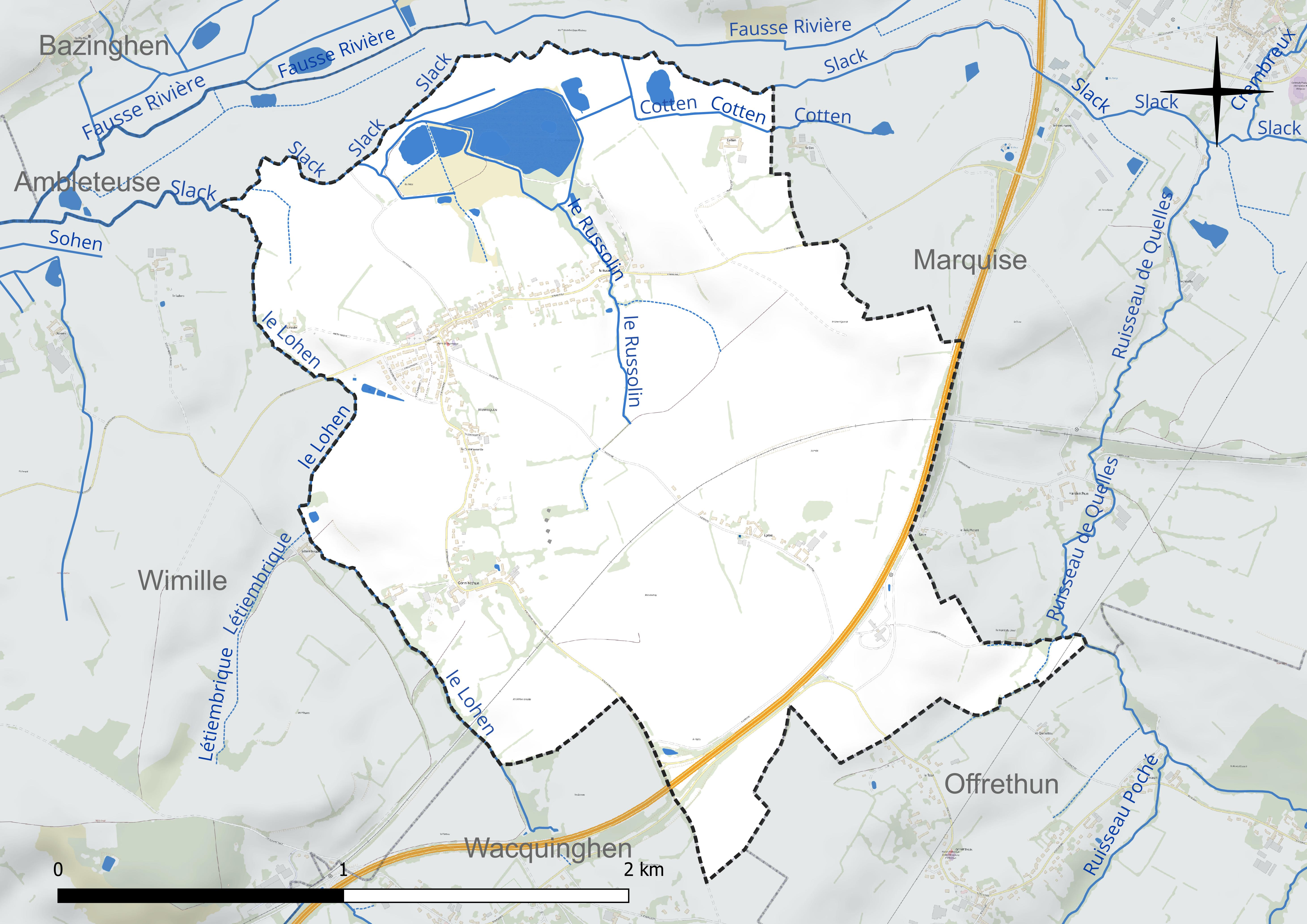
Réseau hydrographique de Beuvrequen.

### Climat
Pour des articles plus généraux, voir Climat des Hauts-de-France et Climat du Pas-de-Calais.
En 2010, le climat de la commune est de type climat océanique franc, selon une étude du CNRS s'appuyant sur une série de données couvrant la période 1971-2000. En 2020, Météo-France publie une typologie des climats de la France métropolitaine dans laquelle la commune est exposée à un climat océanique et est dans la région climatique Côtes de la Manche orientale, caractérisée par un faible ensoleillement (1 550 h/an) ; forte humidité de l’air (plus de 20 h/jour avec humidité relative > 80 % en hiver), vents forts fréquents.
Pour la période 1971-2000, la température annuelle moyenne est de 10,5 °C, avec une amplitude thermique annuelle de 12,9 °C. Le cumul annuel moyen de précipitations est de 877 mm, avec 12,5 jours de précipitations en janvier et 8,1 jours en juillet. Pour la période 1991-2020, la température moyenne annuelle observée sur la station météorologique la plus proche, située sur la commune de Boulogne-sur-Mer à 9 km à vol d'oiseau, est de 11,2 °C et le cumul annuel moyen de précipitations est de 824,5 mm,. Pour l'avenir, les paramètres climatiques de la commune estimés pour 2050 selon différents scénarios d'émission de gaz à effet de serre sont consultables sur un site dédié publié par Météo-France en novembre 2022.

### Paysages
Pour un article plus général, voir Paysage en France.
La commune s'inscrit à la jonction de deux paysages régionaux tels qu'ils sont définis dans l'atlas de paysages de la région Nord-Pas-de-Calais, conçu par la direction régionale de l'Environnement, de l'Aménagement et du Logement (DREAL), :
- les « paysages boulonnais » qui concernent 66 communes, se délimitent : au nord, par les paysages des coteaux calaisiens et du Pays de Licques, à l’est, par le paysage du Haut pays d'Artois, et au sud, par les paysages Montreuillois[16].

Les « paysages boulonnais », constitués d'une boutonnière bordée d'une cuesta définissant un pays d'enclosure, sont essentiellement un paysage bocager composé de 47 % de son sol en herbe ou en forêt et de 31 % en herbage, avec, dans le sud et l'est, trois grandes forêts, celle de Boulogne, d'Hardelot et de Desvres et, au nord, le bassin de carrière avec l'extraction de la pierre de Marquise depuis le Moyen Âge et de la pierre marbrière dont l'extraction s'est développée au XIXe siècle.
La boutonnière est formée de trois ensembles écopaysagers : le plateau calcaire d'Artois qui forme le haut Boulonnais, la boutonnière qui forme la cuvette du bas Boulonnais et la cuesta formée d'escarpements calcaires.
Dans ces paysages, on distingue trois entités :
- - les vastes champs ouverts du Haut Boulonnais ;
  - le bocage humide dans le Bas Boulonnais ;
  - la couronne de la cuesta avec son dénivelé important et son caractère boisé[16] ;

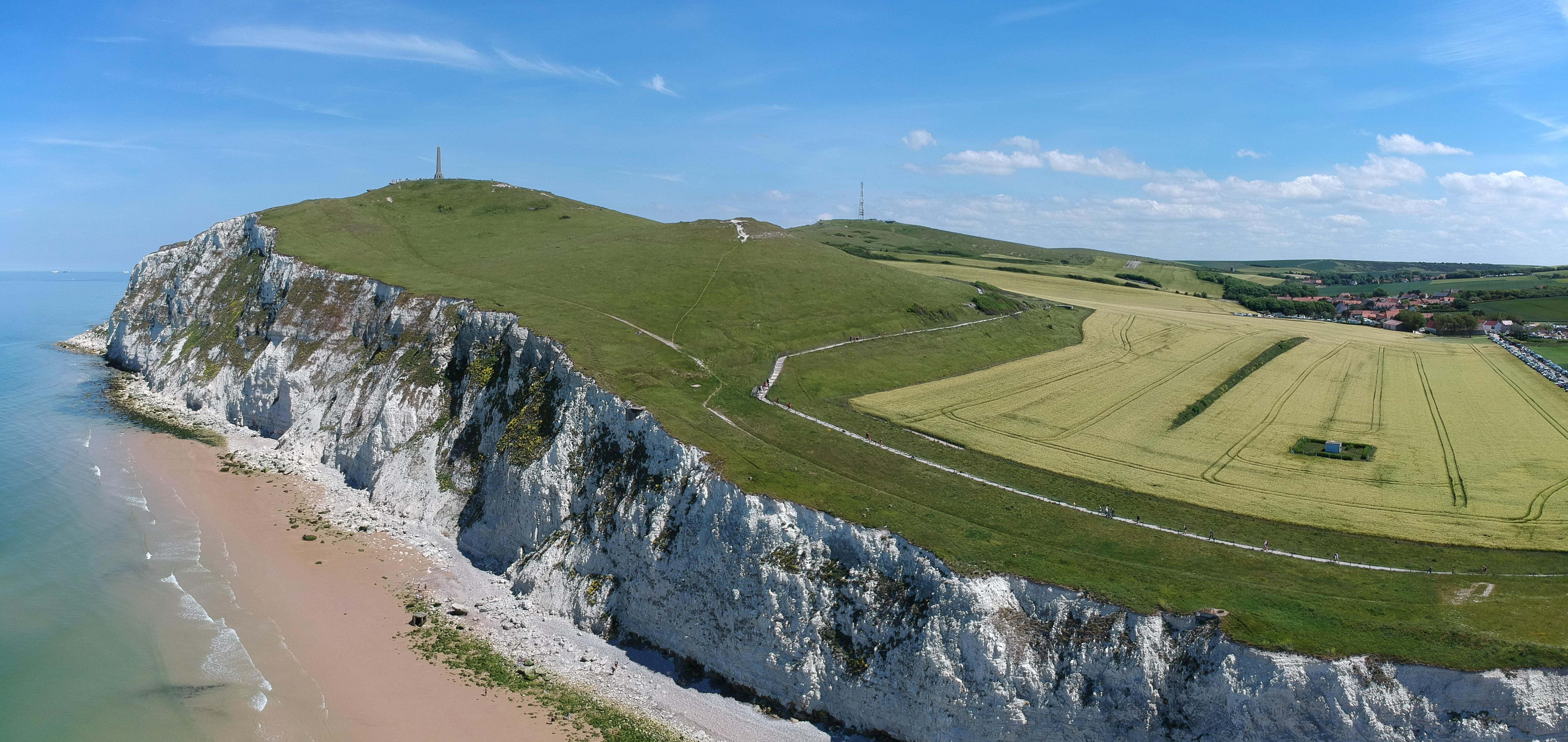
Une vue de ces « paysages des falaises d’Opale » et le cap Blanc-Nez.

- les « paysages des falaises d'Opale », qui concernent 30 communes, s'étendent le long de la côte, d'Équihen-Plage à Sangatte, sur une bande d’environ 50 kilomètres de long et d’un maximum de 5 kilomètres de large, l'autoroute A 16 étant la frontière à l'est. Ils sont constitués, d’une part, par les falaises d’Opale où se trouve le grand site des Deux Caps qui, avec le cap Blanc-Nez, culmine à 150 mètres, ces falaises offrent un belvédère sur le pas de Calais  avec la possibilité de voir les côtes d'Angleterre, et d'autre part, vers l'intérieur des terres, avec les paysages littoraux qui jouxtent ceux des « coteaux calaisiens et du pays de Licques », d'un paysage alternant collines, vallons et bocages[17].

L’occupation des sols se répartit en 43 % de cultures pour les paysages arrière-littoraux, 20 % de sols artificialisés, 20 % de prairies et forêts et 10 % de plage.
Les crans, constituent une des particularités de ces côtes à falaises. Les crans sont des vallées suspendues qui se sont retrouvées le « nez en l’air », soit du fait de l'affaissement du pas de Calais, soit par la baisse du niveau de la mer, comme le cran d'Escalles, le cran Mademoiselle, le cran Poulet, le cran Barbier, le cran des Sillers, le cran de Quette et le cran aux Œufs, situés, eux, sur la commune d’Audinghen.
Ces paysages sont traversés par trois fleuves côtiers, la Liane, le Wimereux et la Slack, et par le sentier de grande randonnée GR 120 ou GR littoral, appelé aussi sentier des douaniers, qui chemine le long de ces paysages.

### Milieux naturels et biodiversité

#### Espaces protégés
La protection réglementaire est le mode d’intervention le plus fort pour préserver des espaces naturels remarquables et leur biodiversité associée.
Dans ce cadre, la commune fait partie de deux espaces protégés :
- le parc naturel régional des Caps et Marais d'Opale, d’une superficie de 132 499 ha réparties sur 154 communes, géré par le syndicat mixte d'aménagement et de gestion du parc naturel régional des Caps et Marais d'Opale[19] ;
- la baie de la Slack, terrain acquis par le Conservatoire du Littoral, d’une superficie de 211,986 hectares[20].

#### Zone naturelle d'intérêt écologique, faunistique et floristique
L’inventaire des zones naturelles d'intérêt écologique, faunistique et floristique (ZNIEFF) a pour objectif de réaliser une couverture des zones les plus intéressantes sur le plan écologique, essentiellement dans la perspective d’améliorer la connaissance du patrimoine naturel national et de fournir aux différents décideurs un outil d’aide à la prise en compte de l’environnement dans l’aménagement du territoire.
Le territoire communal comprend une ZNIEFF de type 1 : la basse vallée de la Slack. Cette large vallée est composée d’un remarquable complexe de prairies alluviales pâturées ou fauchées, plus ou moins longuement inondables et ponctuées de mares et d’étangs de chasse.

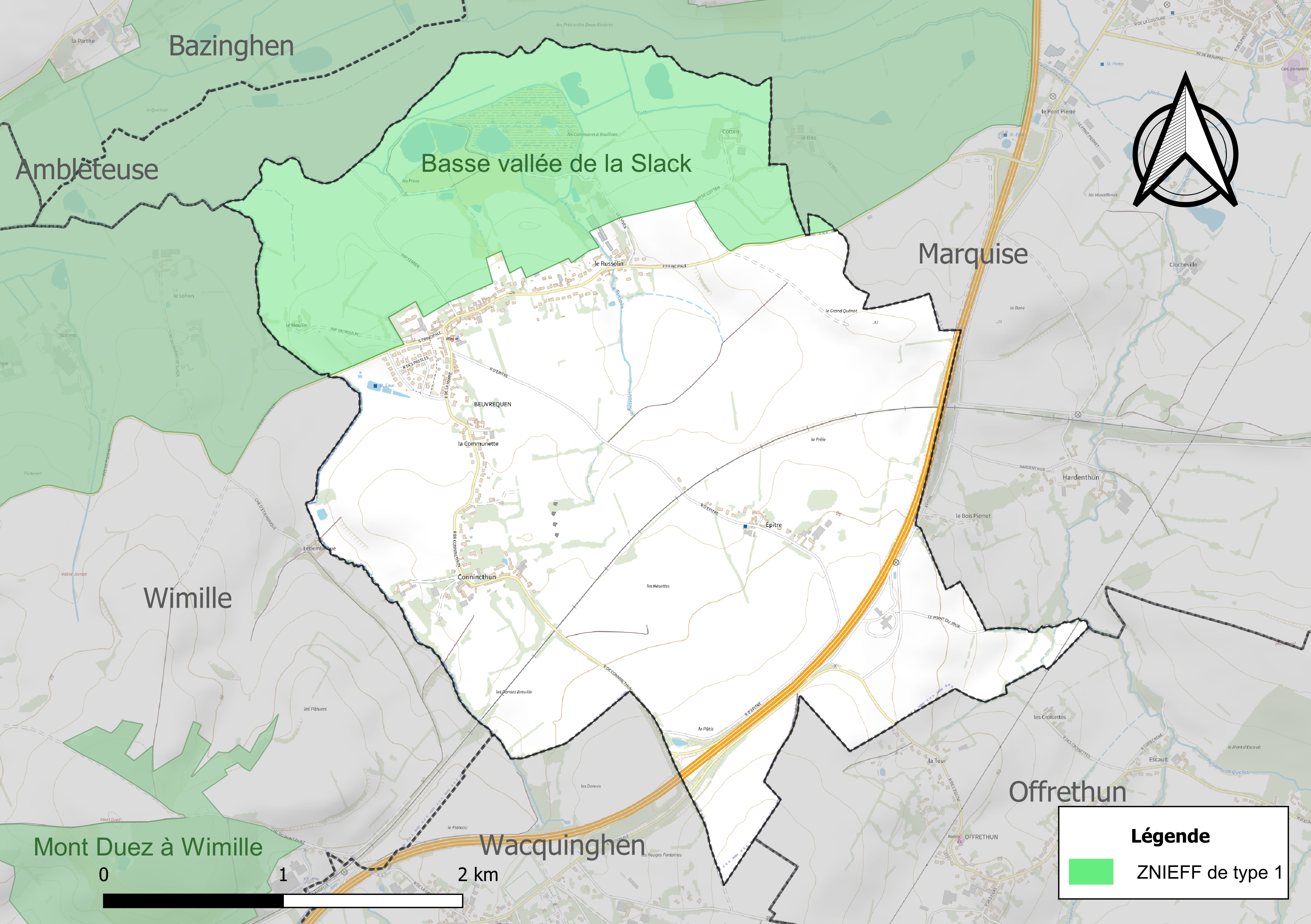
Carte de la ZNIEFF sur la commune.

## Urbanisme

### Typologie
Au 1er janvier 2024, Beuvrequen est catégorisée commune rurale à habitat dispersé, selon la nouvelle grille communale de densité à sept niveaux définie par l'Insee en 2022.
Elle est située hors unité urbaine. Par ailleurs la commune fait partie de l'aire d'attraction de Boulogne-sur-Mer, dont elle est une commune de la couronne,. Cette aire, qui regroupe 80 communes, est catégorisée dans les aires de 50 000 à moins de 200 000 habitants,.

### Occupation des sols
L'occupation des sols de la commune, telle qu'elle ressort de la base de données européenne d’occupation biophysique des sols Corine Land Cover (CLC), est marquée par l'importance des territoires agricoles (91,1 % en 2018), en diminution par rapport à 1990 (100 %). La répartition détaillée en 2018 est la suivante : 
terres arables (69,8 %), prairies (21,3 %), zones urbanisées (8,9 %). L'évolution de l’occupation des sols de la commune et de ses infrastructures peut être observée sur les différentes représentations cartographiques du territoire : la carte de Cassini (XVIIIe siècle), la carte d'état-major (1820-1866) et les cartes ou photos aériennes de l'IGN pour la période actuelle (1950 à aujourd'hui).

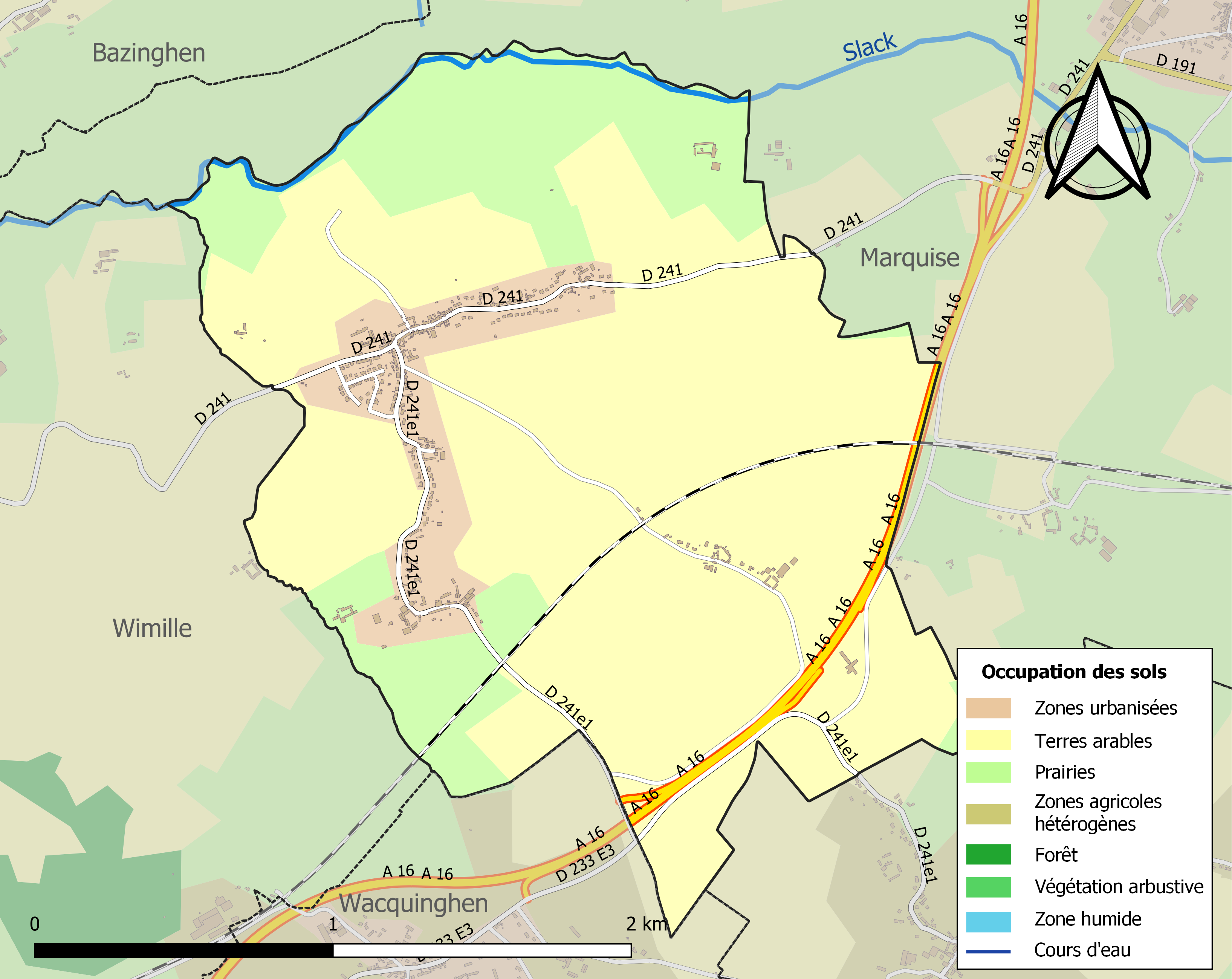
Carte des infrastructures et de l'occupation des sols de la commune en 2018 (CLC).

### Morphologie urbaine
L'urbanisation actuelle est relativement linéaire, le long d'une crête de colline. Le village est un village-rue avec deux rues principales.
Cette commune est caractéristique des communes de l’arrière littoral avec un bâti à maçonnerie de grès et calcaire très présent avec quelques altérations.

### Voies de communication et transports
Le noyau villageois est desservi par la D 941. L'autoroute A 16 est facilement accessible par la sortie no 14 située à 2 km  et la gare la plus proche est celle de Marquise-Rinxent à 5,5 km, située sur la ligne de Boulogne-Ville à Calais-Maritime et desservie par des TER Hauts-de-France.

## Toponymie
Le nom de la localité est attesté sous les formes Bovorkem (1040), Bofrihem (1097), Boveringhem (1107), Bovinkehem (1139), Boverinkeem (1144), Boveringahem (1156), Boverchem (1163), Beverghem (1214), Bouverinchen et Bouvrinchen (1269), Bovringhem (1275), Bouverkem (1277), Bouvringham et Bovringham (1285), Bouvrechem (1289), Buvrikem (1292), Bouvringhem (1296), Buevrehem, Buvrekem, Buevringhem et Burikem (1293-1298), Budrekem (fin XIIIe siècle), Buevrekem et Buevringhem (XIIIe siècle), Boeverkhem (1305), Bouverinchem (1321-1322), Bouvrequem (1376), Boevrequen (1492), Boeuvreken-lez-Marquise (1496), Boevurequen (1501), Boeuvreken (vers 1512), Beubreghem et Beuvreken (1559), Beuvreghen (1715), Beuverg-Hem (1739), Beuvrequent (1793), Beuvrequen (depuis 1801),.
Ernest Nègre donne comme origine toponymique l'anthroponyme germanique Boetharius, suivi de -ingen « gens (de) » + he(i)m « demeure, maison », donnant « demeure du peuple de Boetharius ». À noter que le -t- intervocalique de Boe(th)arius est devenu un -v- afin de résoudre l'hiatus, donnant *Boe(v)arius.
Beuverguin en picard.

## Histoire
À Wimereux et Ferques, des traces d'occupation humaines très anciennes ont été trouvées.
Une présence romaine est attestée par la découverte de sépultures au centre du village et au hameau de Cotten. La région est ensuite occupée par des Anglo-Saxons.
La seigneurie de Beuvrequen appartenait à l'abbaye Saint-Bertin de Saint-Omer.
Peu après la Révolution, à la suite d'inondations causées par une mauvaise gestion de l'écoulement des eaux de la Slack, la population est décimée par des maladies.
Au début du XIXe siècle, Napoléon regroupa les troupes militaires à Boulogne-sur-Mer durant plusieurs années, afin d'envahir l'Angleterre, puis abandonna ce projet.
Durant la Seconde Guerre mondiale, un résistant est mort en déportation, et la commune fut occupée de mai 1940 à août 1944.

## Politique et administration

### Découpage territorial
La commune se trouve dans l'arrondissement de Boulogne-sur-Mer du département du Pas-de-Calais depuis 1801.

#### Commune et intercommunalités
La commune est membre de la communauté de communes de la Terre des Deux Caps qui regroupe 21 communes et totalise 22 332 habitants en 2021.

#### Circonscriptions administratives
La commune était rattachée au canton de Saint Martin en 1793, puis au canton de Marquise de 1801 à 2014 et, depuis 2015, au canton de Desvres.

#### Circonscriptions électorales
Pour l'élection des députés, la commune fait partie de la sixième circonscription du Pas-de-Calais.

### Élections municipales et communautaires

#### Liste des maires
| Période                                  | Période                       | Identité    | Étiquette | Qualité                        |
| ---------------------------------------- | ----------------------------- | ----------- | --------- | ------------------------------ |
| Les données manquantes sont à compléter. |                               |             |           |                                |
| mars 2001                                | En cours (au 29 juillet 2021) | Alain Barré |           | Réélu pour le mandat 2020-2026 |

## Équipements et services publics

### Enseignement
Une école maternelle est en regroupement pédagogique intercommunal (RPI) avec les communes de Maninghen-Henne, Offrethun et Wacquinghen.

### Santé
Il n'y a en 2010 aucune activité de santé sur la commune. Marquise regroupe toute la gamme intermédiaire de services de santé, l’hôpital le plus proche étant celui de Saint-Martin-Boulogne.

### Justice, sécurité, secours et défense
La commune dépend du tribunal judiciaire de Boulogne-sur-Mer, du conseil de prud'hommes de Boulogne-sur-Mer, de la cour d'appel de Douai, du tribunal de commerce de Boulogne-sur-Mer, du tribunal administratif de Lille, de la cour administrative d'appel de Douai, de la cour administrative d'appel de Douai et du tribunal pour enfants de Boulogne-sur-Mer.

## Population et société

### Démographie
Les habitants de la commune sont appelés les Beuvrequentois.

#### Évolution démographique
L'évolution du nombre d'habitants est connue à travers les recensements de la population effectués dans la commune depuis 1793. Pour les communes de moins de 10 000 habitants, une enquête de recensement portant sur toute la population est réalisée tous les cinq ans, les populations de référence des années intermédiaires étant quant à elles estimées par interpolation ou extrapolation. Pour la commune, le premier recensement exhaustif entrant dans le cadre du nouveau dispositif a été réalisé en 2006.

En 2022, la commune comptait 459 habitants, en évolution de +1,77 % par rapport à 2016 (Pas-de-Calais : −0,72 %, France hors Mayotte : +2,11 %).
| 1793 | 1800 | 1806 | 1821 | 1831 | 1836 | 1841 | 1846 | 1851 |
| ---- | ---- | ---- | ---- | ---- | ---- | ---- | ---- | ---- |
| 284  | 216  | 242  | 264  | 293  | 296  | 284  | 312  | 297  |

| 1856 | 1861 | 1866 | 1872 | 1876 | 1881 | 1886 | 1891 | 1896 |
| ---- | ---- | ---- | ---- | ---- | ---- | ---- | ---- | ---- |
| 338  | 303  | 322  | 314  | 309  | 320  | 318  | 311  | 299  |

| 1901 | 1906 | 1911 | 1921 | 1926 | 1931 | 1936 | 1946 | 1954 |
| ---- | ---- | ---- | ---- | ---- | ---- | ---- | ---- | ---- |
| 289  | 327  | 293  | 295  | 240  | 238  | 241  | 278  | 256  |

| 1962 | 1968 | 1975 | 1982 | 1990 | 1999 | 2006 | 2011 | 2016 |
| ---- | ---- | ---- | ---- | ---- | ---- | ---- | ---- | ---- |
| 240  | 237  | 313  | 306  | 322  | 392  | 409  | 391  | 451  |

| 2021 | 2022 | - | - | - | - | - | - | - |
| ---- | ---- | - | - | - | - | - | - | - |
| 459  | 459  | - | - | - | - | - | - | - |

#### Pyramide des âges
En 2018, le taux de personnes d'un âge inférieur à 30 ans s'élève à 34,5 %, soit en dessous de la moyenne départementale (36,7 %). De même, le taux de personnes d'âge supérieur à 60 ans est de 22,9 % la même année, alors qu'il est de 24,9 % au niveau départemental.
En 2018, la commune comptait 228 hommes pour 233 femmes, soit un taux de 50,54 % de femmes, légèrement inférieur au taux départemental (51,5 %).
Les pyramides des âges de la commune et du département s'établissent comme suit.
| Hommes | Classe d’âge | Femmes |
| ------ | ------------ | ------ |
| 0,5    | 90 ou +      | 0,9    |
| 5,9    | 75-89 ans    | 5,9    |
| 15,1   | 60-74 ans    | 17,4   |
| 22,0   | 45-59 ans    | 26,0   |
| 21,1   | 30-44 ans    | 16,0   |
| 17,8   | 15-29 ans    | 15,7   |
| 17,6   | 0-14 ans     | 18,0   |

| Hommes | Classe d’âge | Femmes |
| ------ | ------------ | ------ |
| 0,5    | 90 ou +      | 1,6    |
| 5,6    | 75-89 ans    | 8,9    |
| 16,7   | 60-74 ans    | 18,1   |
| 20,2   | 45-59 ans    | 19,2   |
| 18,9   | 30-44 ans    | 18,1   |
| 18,2   | 15-29 ans    | 16,2   |
| 19,9   | 0-14 ans     | 17,9   |

### Sports et loisirs

#### Loisirs
Sur la commune existe un sentier de petite randonnée et le GRP Tour du Boulonnais.

## Culture locale et patrimoine

### Lieux et monuments
- L'église Saint-Maxime.
- Le monument aux morts[42].
- Les ruines d'un moulin.
- La grotte de Lourdes.
- Une ferme avec manège.

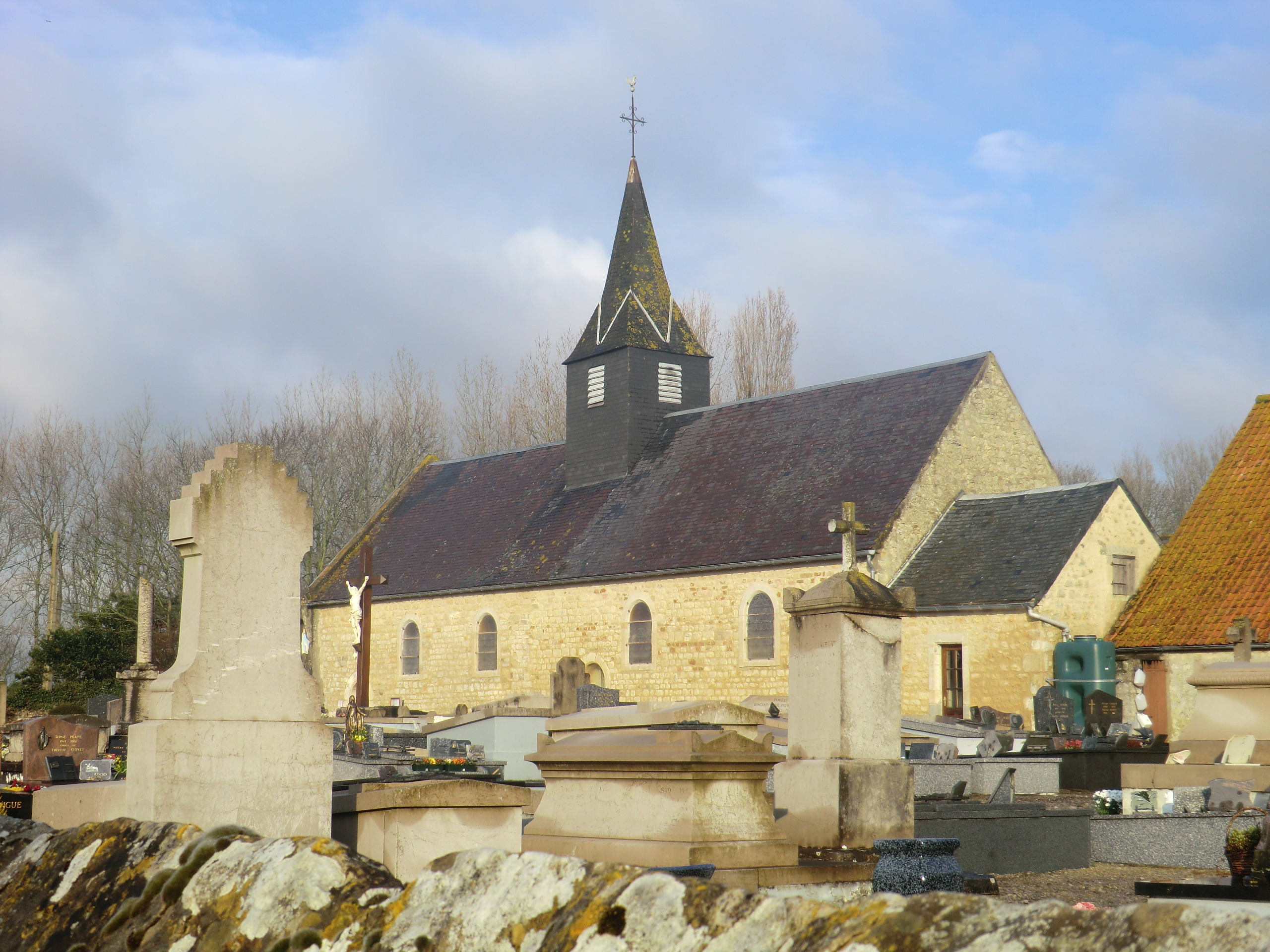
L'église Saint-Maxime et son cimetière.
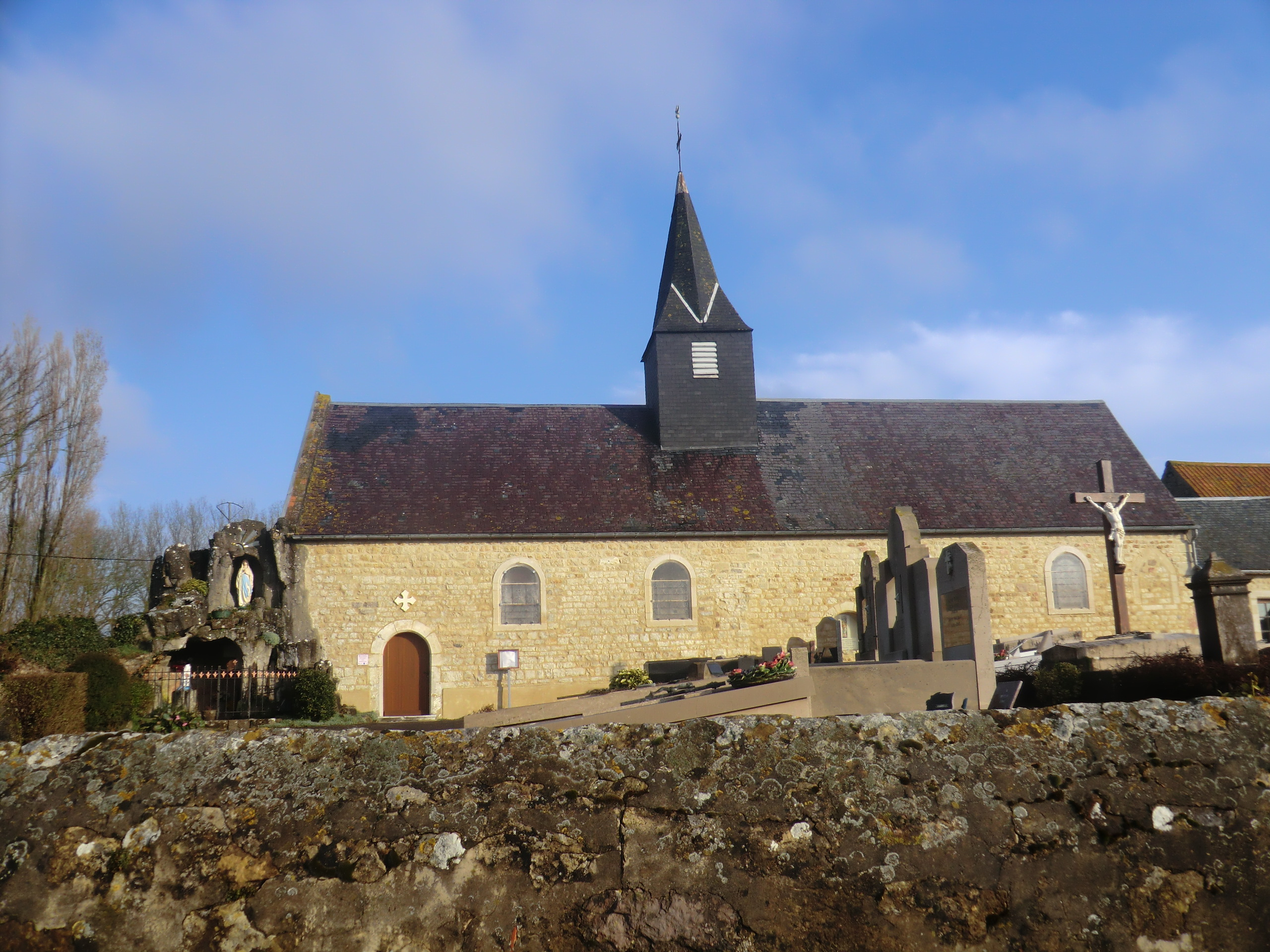
L'église Saint-Maxime et la grotte de Lourdes.
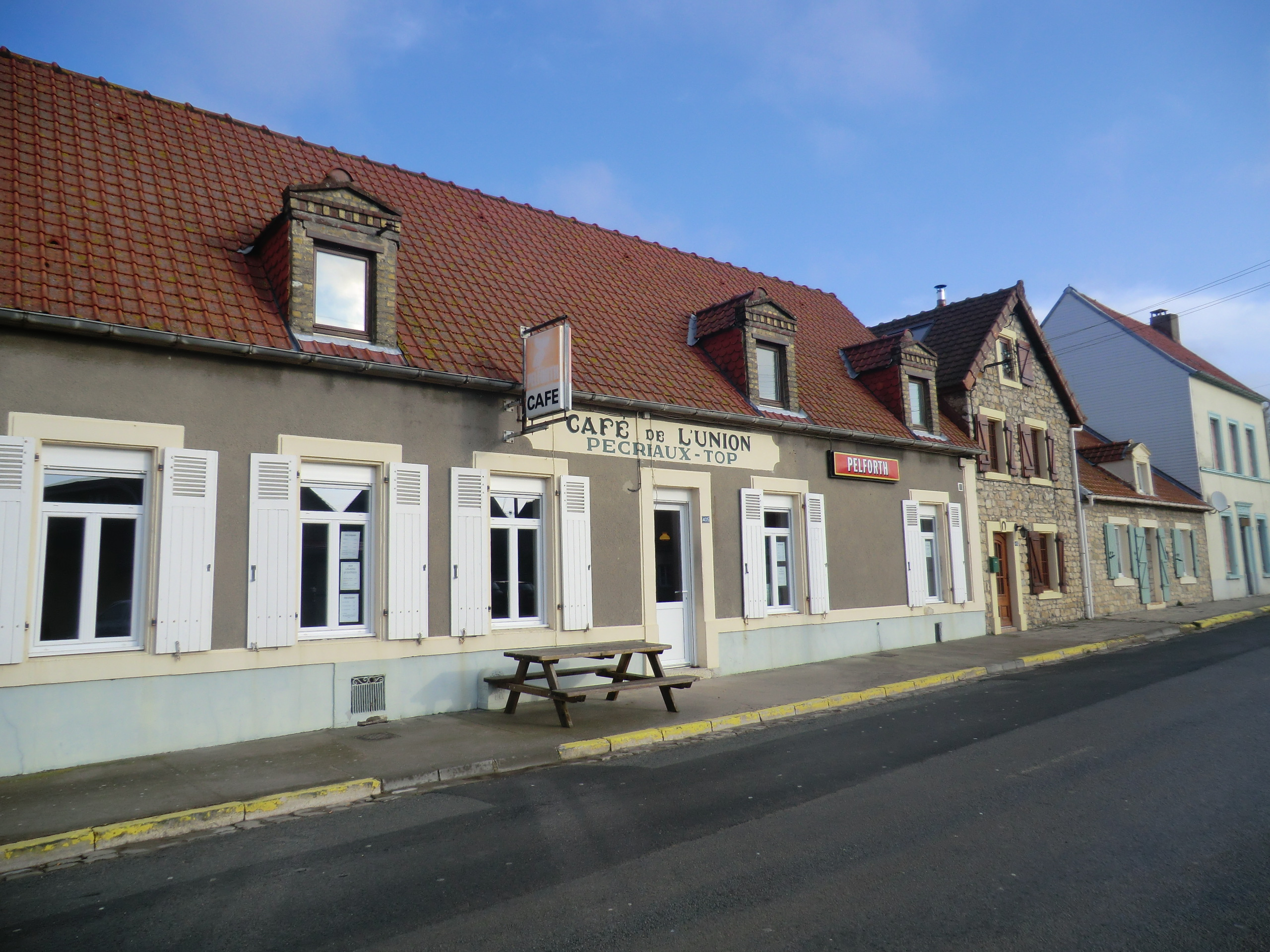
Café à l'architecture allongée et tuiles rouges, typique du Boulonnais.

### Personnalités liées à la commune
- Ferdinand Ferber (1862-1909), pionnier de l'aviation français, est mort accidentellement sur le territoire de la commune.

### Héraldique
| Blason de Beuvrequen | Blason  | Gironné de gueules et d'or, à une crosse du même brochante. |
| Blason de Beuvrequen | Détails | Inspiré des armes de l'abbaye Saint-Bertin de Saint-Omer, qui était seigneur du lieu et qui portait : « de gueules à un rais d'escarboucle pommeté et fleurdelisé, excepté la branche du milieu, terminée en crosse, le tout d'or ». L'escarboucle est devenue gironnée où seule la crosse a été conservée. Utilisé par la commune. |

## Pour approfondir